# Marco Gavio Apicio
Marco Gavio Apicio (in latino Marcus Gavius Apicius; fl. I secolo a.C.-I secolo) è stato un gastronomo, cuoco e scrittore romano vissuto fra il I secolo a.C. e il I secolo d.C. Descritto come amante dello sfarzo e del lusso, costituisce la principale fonte sulla cucina dell'antica Roma.

## Biografia

### Origini familiari
Non sappiamo nulla sulla famiglia di Apicio. Sappiamo tuttavia che agli inizi del I secolo a.C. visse un altro Apicio, anch'egli amante del lusso e descritto come l'uomo che ai suoi tempi più di tutti spese soldi per puro sfarzo. Constatata l'esistenza di un terzo Apicio, più tardivo degli altri due, vissuto nel II secolo d.C., è possibile che il cognomen non fosse trasmesso tramite rapporti familiari, ma più che altro fosse un soprannome che si dava a chi praticava l'arte della cucina.

### Carriera
Non esiste un vero e proprio corpo biografico del personaggio, e più che altro ci sono stati trasmessi vari aneddoti sconnessi gli uni dagli altri. Quello temporalmente più antico pare essere quello tramandatoci da Marziale, secondo il quale Apicio avrebbe cenato a casa di Mecenate. Sembra inoltre che si sia abbandonato a pratiche sessuali con un giovane Seiano, prostituitosi per denaro.
Forte sembra essere stato il suo rapporto con la famiglia imperiale, specialmente con Tiberio. Sembra infatti che Apicio e Druso minore, figlio dell'imperatore, fossero in buoni rapporti o che almeno si conoscessero. Infatti, Plinio il Vecchio ci dice che una volta il gastronomo convinse Druso a non mangiare delle cymae (semi o cime di cavolo) in quanto cibo popolare. Inoltre, sembra che una volta Tiberio, vedendo una grossa triglia in un mercato, scommise che l'avrebbero comprata Apicio o Publio Ottavio; i due iniziarono allora a contendersi il pesce finché Ottavio se lo aggiudicò.
Egli è passato alla storia come emblema negativo, di exemplum paupertatis contrarium, cioè la ricerca del lusso e dell'ostentazione di ciò che una persona ricca possiede. Ancora Plinio il Vecchio nella Naturalis historia lo indica come un ad omne luxum ingenium natus ("Marco Apicio, ingegnoso inventore di ogni raffinatezza"), non condividendone però l'eleganza eccessiva, al punto che disprezzava facilmente gli ortaggi comuni come la carota o il cavolo.

### Morte
Anche la morte di Apicio ci è stata tramandata come un aneddoto a sé stante, con dinamiche quasi satiriche. Infatti, pare che egli morì suicida quando s'accorse che il suo patrimonio, ridotto a soli dieci milioni di sesterzi, non gli avrebbe più consentito il tenore di vita a cui era stato abituato.

### De re coquinaria

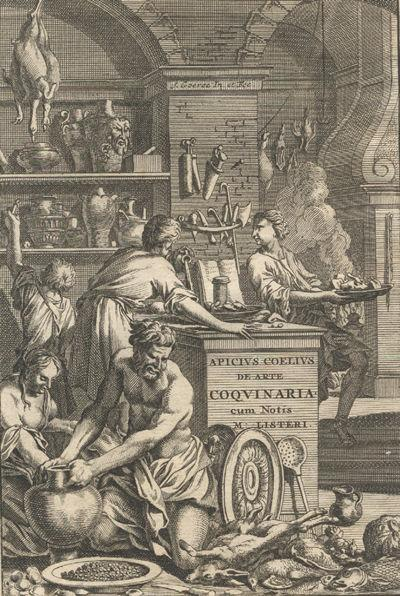
Frontespizio di un'edizione neerlandese di Apicio del 1709

Nel III o forse IV secolo dell'era volgare fu compilata una raccolta di ricette a nome di Apicio, il De re coquinaria (lett. Su ciò che concerne la cucina, L'arte culinaria), in dieci libri, forse un rimaneggiamento di un antico ricettario di Marco Gavio. Altra ipotesi è che l'autore di tale opera sia stato un certo Celio (il cui nome compare in alcuni codici dopo quello di Apicio), ma probabilmente il nome Celio è un inserimento congetturale di epoca umanistica. Si tratta di appunti frettolosi e disordinati che costituiscono, tuttavia, la principale fonte superstite sulla cucina nell'antica Roma.

#### L'importanza del condimento
I commensali di Roma antica disponevano di numerosi prodotti provenienti da ogni parte dell'Impero. Le classi più elevate potevano così organizzare sontuosi banchetti con cui intrattenere e spesso stupire i propri ospiti. Il ricco apparato di piatti, sia semplici sia elaborati, prevedeva carne, pesce e verdura generosamente condite da salse dolci e salate.
A dispetto delle tecniche di preparazione del cibo, sono i condimenti i veri protagonisti della cucina romana: la salsa base di pesce (garum o liquamen), il mosto cotto e rappreso (defrutum), il miele, verdure, spezie, venivano usate in abbondanza come condimenti, sia singolarmente che mescolate tra loro, generando un'infinità di gusti diversi (molti dei quali disgustosi al palato del commensale moderno).
In particolare, il garum era utilizzato ovunque: come ai giorni nostri viene impiegato il comune sale da cucina. Nei diversi frammenti di Apicio, le ricette che prevedono questa salsa sono ben venti. Di fatto, la composizione e la modalità di preparazione del garum appaiono tuttora di natura incerta: ciò è dovuto probabilmente al fatto che, essendo così popolare, nessun cuoco aveva la necessità di scriverne la ricetta.